# Phare de Makemo
Le phare de Makemo est bâti sur l’atoll de Makemo, dans les îles Tuamotu, en Polynésie française.

## Histoire
Le phare est construit en 1936 ; il remplace le phare de l’atoll de Fakarava, désormais éteint, qui se situe sur un autre atoll des Tuamotu. Il fait l'objet d'une importante transformation architecturale en 1998.